# Amazing Stories (série)
Amazing Stories é uma premiada série de televisão antológica de fantasia, horror e ficção científica criada pelo diretor e produtor Steven Spielberg que foi ao ar pela NBC de 1985 a 1987 nos EUA (No Brasil, no começo dos anos 90). Era uma série inusitada desenvolvida no formato de Além da Imaginação (The Twilight Zone), com histórias, do tipo que são contadas ao redor de uma fogueira ou lidas à noite para as crianças. Contos voltados para a fantasia, mas que também exploram os gêneros humor, suspense, drama e terror, e teve participação de muitos atores famosos, como Kiefer Sutherland, Charlie Sheen, Tim Robbins, Mark Hammil, John Lithgow, Patrick Swayze, Kevin Costner, David Carradine, Dan Aykroyd e Danny DeVito. Embora indicada a 12 Emmy Awards (resultando em 5 vitórias), não emplacou e a NBC não renovou o contrato após 2 anos de exibição.
A série tem esse nome devido a Amazing Stories, uma famosa revista pulp de ficção científica. No Brasil, a versão brasileira foi realizada pelo estúdio BKS (SP), e a série foi exibida na tevê aberta aberta pela Rede Globo. Em março de 2008, a primeira temporada da série foi lançada em DVD no mercado brasileiro, pela Universal.
Em 10 de outubro de 2017, anunciou-se que a Apple fez um acordo com a Amblin Entertainment de Steven Spielberg e a NBC Universal para desenvolver uma nova série de dez episódios, com Bryan Fuller sendo showrunner.

## Lista de episódios
Esta é uma lista dos episódios da série de TV Amazing Stories.
|  | 1 | 24 | 1985–1986 |  |  |
|  | 2 | 21 | 1986–1987 |  |  |

## Primeira Temporada (1985-86)
- S01 E01: Ghost Train

Exibição Original: 29 Set 1985
Título em português (Brasil): "O Trem"
Sinopse: A história fantástica de um velhinho que insiste que um trem irá atravessar a casa recém comprada pela família, mas o único que acredita nele é seu netinho.
- S01 E02: The Main Attraction

Exibição Original: 06 Out 1985
Título em português (Brasil): "Um Certo Magnetismo"
Sinopse: Quando um meteoro cai no quarto de um adolescente, ele desenvolve um estranho poder de atrair qualquer objeto de metal. Mais preocupado em se eleger como o rei do baile, ele vai a escola assim mesmo.
- S01 E03: Alamo Jobe

Exibição Original: 20 Out 1985
Título em português (Brasil): "Alamo Jobe"
Sinopse: A fantástica história de um jovem soldado chamado Jobe que recebe a missão de entregar uma correspondência em meio a uma guerra civil. Mas através e uma espécie de túnel do tempo, ele vem parar no presente (1985) causando uma grande confusão.
- S01 E04: Mummy, Daddy

Exibição Original: 27 Out 1985
Título em português (Brasil): "Papai Múmia"
Sinopse: Quando o filho de um ator que está filmando um filme de terror está para nascer, o pai sai desesperado para o hospital sem tirar sua fantasia de múmia. Isso causa uma grande confusão na população local, que acredita que ele é uma lendária múmia que ressuscitou. Para complicar ainda mais, a verdadeira múmia desperta e sai perambulando sem rumo.
- S01 E05: The Mission

Exibição Original: 27 Out 1985
Título em português (Brasil): "A Missão"
Sinopse: Um grupo de jovens soldados durante a Segunda Guerra Mundial se vê diante de uma situação problemática: a escotilha do compartimento de artilharia externa se danificou durante um ataque, e um dos trem de pouso do avião está destruído. Impreterivelmente, no momento do pouso a barriga do avião encostará o chão e destruirá o compartimento - mutilando o querido soldado, que ironicamente é conhecido pela sua grande sorte. Terá ele sorte o suficiente para que um milagre ocorra, e salve sua vida, antes do avião chegar na base?
- S01 E06: The Amazing Falsworth

Exibição Original: 05 Nov 1985
Título em português (Brasil): "O Incrível Falsworth"
Sinopse: Um mágico famoso por seus poderes de adivinhação pessoais esbarra, durante uma de suas apresentações, com um assassino procurado, porém por estar com os olhos vendados, ele não vê o rosto do homem.
- S01 E07: Fine Tuning

Exibição Original: 10 Nov 1985
Título em português (Brasil): "Sintonia Fina"
Sinopse: Três adolescentes captam, através de uma antena caseira, sinais de transmissão de uma emissora de tevê alienígena. Os estranhos aliens reproduzem programas famosos da TV norte-americana, como I Love Lucy, e partem em uma missão para conhecer Hollywood. Os adolescentes descobrem que eles estarão chegando exatamente naquele dia ao nosso planeta e vão procurá-los...
- S01 E08: Mr Magic

Exibição Original: 17 Nov 1985
Título em português (Brasil): "Senhor Mágico"
Sinopse: Mágico fracassado que se recusa a se aposentar vê sua sorte mudar após adquirir um antigo baralho.
- S01 E09: Guilt Trip

Exibição Original: 1 Dec 85
Título em português (Brasil): "Férias da Culpa"
Sinopse: Quando a personificação da culpa resolve tirar férias em um cruzeiro, ela encontra a personificação do amor.
- S01 E10: Remote Control Man

Exibição Original: 8 Dec 85
Título em português (Brasil): "O Homem do Controle Remoto"
Sinopse: Homem infeliz com sua família descobre estranhos poderes do controle remoto de sua TV comprada recentemente.
- S01 E11: Santa 85

Exibição Original: 15 Dec 85
Título em português (Brasil): "Papai Noel 85"
Sinopse: Quando o Papai Noel é preso na noite de Natal, acusado de estar invadindo uma casa, ele encontra a oportunidade de reparar um erro cometido com um policial muitos anos antes.
- S01 E12: Vanessa in the Garden

Exibição Original: 29 Dec 85
Título em português (Brasil): "Vanessa no Jardim"
Sinopse: Pintor famoso que tem sua esposa como inspiração entra em depressão após provocar acidentalmente a sua morte, porém encontra em um de seus quadros a possibilidade de um recomeço.
- S01 E13: The Sitter

Exibição Original: 5 Jan 86
Título em português (Brasil): "A Babá"
Sinopse: Uma mãe desesperada procura uma babá para os seus filhos, mas nenhuma delas é capaz de suportá-los, até que ela encontra uma que tem métodos muito incomuns para tratar das crianças.
- S01 E14: No Day at the Beach

Exibição Original: 12 Jan 86
Título em português (Brasil): "Nenhum dia na praia"
Sinopse: Um soldado que sempre foi zombado pelos companheiros torna-se herói quando destrói uma casamata inimiga, mas quando a batalha termina, os soldados descobrem um fato misterioso sobre o corajoso colega.
- S01 E15: One For the Road (baseado na história real de Michael Malloy)

Exibição Original: 19 Jan 86
Título em português (Brasil): "O Durável"
Sinopse: Um grupo de amigos que se encontravam em um bar decidem se aproveitar de um velho solitário e bêbado que segundo eles estava prestes a morrer, e se tornam beneficiários de seu seguro de vida, mas o plano não corre como o esperado.
- S01 E16: Gather Ye Acorns

Exibição Original: 2 Feb 86
Título em português (Brasil): "A Voz da Mãe Natureza"
Sinopse: Jonathan Quick é um garoto sonhador e pouco prático, que certo dia se encontra com um gnomo, que se diz o filho da mãe natureza, e pede ao garoto que acumule o máximo de bugigangas que puder em sua vida, eis que décadas mais tarde e vivendo na miséria, Quick vê a oportunidade de se aproveitar de toda a velharia.
- S01 E17: Boo!

Exibição Original: 16 Feb 86
Título em português (Brasil): "Bu!"
Sinopse: Família que acredita ter a casa habitada por fantasmas resolve se mudar, mas os novos inquilinos não serão bem recebidos.
- S01 E18: Dorothy and Ben:

Exibição Original: 2 Mar 86
Título em português (Brasil): "Dorothy e Ben"
Sinopse: Ben é um homem que se levantou após quarenta anos inconsciente, e que então garante poder ouvir as vozes de pessoas em coma, como a da pequena Dorothy.
- S01 E19: Mirror, Mirror

Exibição Original: 9 Mar 86
Título em português (Brasil): "Reflexos, Reflexos"
Sinopse: Famoso escritor de terror que afirma não ter medo de nada passa a viver apavorado, pois toda vez que olha no espelho vê que um zumbi está prestes a enforcá-lo.
- S01 E20: Secret Cinema

Exibição Original: 6 Apr 86
Título em português (Brasil): "Cinema Secreto"
Sinopse: Quando situações estranhas e inesperadas acontecem freqüentemente e as mesmas pessoas lhe aparecem como se fossem diferentes, Jane pensa que está enlouquecendo, sem saber que tudo não passa de uma produção cinematográfica.
- S01 E21: Hell Toupee

Exibição Original: 13 Apr 86
Título em português (Brasil): "A Peruca do Diabo"
Sinopse: Um inexperiente e atrapalhado advogado investiga o caso de uma peruca assassina, que controla a mente de quem a veste, e ainda por cima mata somente os homens da lei.
- S01 E22: The Doll

Exibição Original: 4 May 86
Título em português (Brasil): "A Boneca"
Sinopse: Um homem solitário e frustrado se apaixona por uma boneca, e se dispõe a encontrar a modelo que a inspirou, quando recebe uma agradável surpresa.
- S01 E23: One For the Books

Exibição Original: 11 May 86
Título em português (Brasil): "Um Brinde aos Livros"
Sinopse: O zelador de um instituto educacional assombra a cientistas e a ele mesmo, quando descobre que seu cérebro tem a capacidade de armazenar informações de forma extraordinária, até que ele participa de um surpreendente evento.
- S01 E24: Grandpa's Ghost

Exibição Original: 25 May 86
Título em português (Brasil): "O Fantasma de Vovô"
Sinopse: Edwin faria uma viagem com o avô, que antes se comprometera em levar a esposa a um jantar inesquecível na volta, mas quando algo inesperado acontece, o neto toma uma medida fora do comum para agradar à sua avó.

## Segunda Temporada (1986-87)
- S02 E01:

Exibição Original: 22 Sep 86
Título em português (Brasil): "O Anel de Casamento"
Sinopse: Danny DeVito faz o papel de um empregado de um museu de cera que é casado com a cozinheira de uma lanchonete. Sem dinheiro para comprar um presente, ele furta um anel da estátua de cera da temida Viúva Negra, e dá a mulher.
- S02 E02: Miscalculations

Exibição Original: 29 Sep 86
Título em português (Brasil): "Erros de Cálculo
Sinopse: Garoto em busca de um encontro descobre acidentalmente ingredientes para trazer qualquer coisa impressa à vida.
- S02 E03: Magic Saturday

Exibição Original:  6 Oct 86
Título em português (Brasil): "Um Sábado Mágico"
Sinopse: Neto e avô trocam de corpos através de um talismã chinês.
- S02 E04: Welcome to My Nightmare

Exibição Original: 13 Oct 86
Título em português (Brasil): "Bem-Vindo ao meu Pesadelo"
Sinopse: Menino obcecado por filmes de terror acaba se encontrando dentro de um.
- S02 E05: You Gotta Believe Me

Exibição Original: 20 Oct 86
Título em português (Brasil): "Você tem que Acreditar em Mim"
Sinopse: Um homem sonha com um desastre de avião, e quando acorda, descobre que foi uma premonição. Ele então tenta de todo modo impedir a decolagem, mas ninguém acredita nele.
- S02 E06: The Greibble

Exibição Original: 3 Nov 86
Título em português (Brasil): "O Comilão"
Sinopse: Quando uma mãe resolve doar algumas coisas do seu filho para a caridade, acaba se encontrando com a personagem de um livro infantil.
- S02 E07: Life on Death Row

Exibição Original: 10 Nov 86
Título em português (Brasil): "Vida no Corredor da Morte"
Sinopse: Após tentativa de fuga, um homem condenado à morte adquire a habilidade de curar quaisquer moléstias.
- S02 E08: Go to the Head of the Class

Exibição Original: 21 Nov 86 (1h de duração)
Título em português (Brasil): "O Cabeça da Classe"
Sinopse: Alunos lançam maldição sobre o professor para que este soluce por três dias, porém algo dá errado.
- S02 E09: Thanksgiving

Exibição Original: 24 Nov 86
Título em português (Brasil): "Ação de Graças"
Sinopse: Menina e seu padrasto descobrem que seres estranhos estão vivendo no fundo de um poço, a menina então começa a lhes descer comida em troca de tesouros e itens valiosos.
- S02 E10: The Pumpkin Competition

Exibição Original: 1 Dec 86
Título em português (Brasil): "O Concurso de Abóboras"
Sinopse: Viúva frustrada por nunca ter ganho um concurso anual da maior abóbora da região compra uma fórmula de um estranho cientista amador, para fazer com que crescam as suas plantas.
- S02 E11: What If...?

Exibição Original: 8 Dec 86
Título em português (Brasil): " E Se...?"
Sinopse: Menino que vive sendo ignorado pelos pais descobre que sua vida não era aquela que pensava ser.
- S02 E12: The Eternal Mind

Exibição Original: 29 Dec 86
Título em português (Brasil): "A Mente Eterna"
Sinopse: Homem que está prestes a morrer resolve realizar um experimento científico para transferir sua mente a um computador.
- S02 E13: Lane Change

Exibição Original: 12 Jan 87
Título em português (Brasil): "Mudança de Rumo"
Sinopse: Em uma estrada chuvosa e deserta, uma mulher dá carona a uma senhora simpática porém desconhecida, e conforme segue o seu caminho, se depara com cenas que ela pensa já ter vivido.
- S02 E14: Blue Man Down

Exibição Original: 19 Jan 87
Título em português (Brasil): "Oficial Arruinado"
Sinopse: Após seu companheiro ter sido morto em combate, um policial deve se acostumar com sua parceira motivada e bem misteriosa.
- S02 E15: The 21 Inch Sun

Exibição Original: 2 Feb 87
Título em português (Brasil): "O Sol de 21 Polegadas"
Sinopse: Roteirista iniciante descobre um meio de ter seus roteiros escritos de maneira rápida e eficaz.
- S02 E16: The Family Dog

Exibição Original: 16 Feb 87
Título em português (Brasil): "O Cão Doméstico"
Sinopse: Em desenho animado, o episódio narra as incomuns aventuras de um cão doméstico e o passar dos dias na família com quem vive.
- S02 E17: Gershwin's Trunk

Exibição Original: 13 Mar 87
Título em português (Brasil): "O Espírito de Gershwin"
Sinopse: Um arrasado compositor de musicais se utiliza de meios paranormais para compor suas músicas, em meio à disputa com seu antigo parceiro.
- S02 E18: Such Interesting Neighbors

Exibição Original:  20 Mar 87
Título em português (Brasil): "Vizinhos Muito Interessantes"
Sinopse: Quando os vizinhos se mudam para o subúrbio praticamente inabitado e eventos estranhos passam a acontecer, a família que lá vivia praticamente sozinha passa a desconfiar que os eventos estranhos têm relação com os recém chegados, cujos hábitos não são nada comuns.
- S02 E19: Without Diana

Exibição Original: 27 Mar 87
Título em português (Brasil): "Sem Diana"
Sinopse: Um homem perde de sua filha em um bosque e nunca mais a encontra, e quando o pai está para morrer, a filha aparece do mesmo jeito que era quando desapareceu.
- S02 E20: Moving Day

Exibição Original: 3 Apr 87
Título em português (Brasil): "A Mudança"
Sinopse: Um garoto fanático por ficção científica e cuja casa é bastante futurista descobre que sua família tem mais segredos do que ele imaginava.
- S02 E21: Miss Stardust

Exibição Original: 10 Apr 87
Título em português (Brasil): "Miss Universo"
Sinopse: Modelos aliens concorrem ao miss universo.